# Colònia de Moçambic
La colònia de Moçambic fou un territori portugues que va existir del 1752 al 1951. Es va formar per la unió de les capitanies de Ilha de Moçambique, Sofala i Zambézia, dependents abans de l'Índia Portuguesa. L'11 de juny de 1951 fou declarada constitucionalment província portuguesa d'ultramar (encara que va restar sent una colònia de fet) i va assolir la independencia el 25 de juny de 1975, després de deu anys de lluita armada (1964-1974) i d'un any de govern interí (1974-1975).

## Administració colonial
Les feitorias (factories) eren la base de la implantació portuguesa. Com a màxima autoritat hi havia el Feitor, amb competències econòmiques (comercials i d'hisenda), diplomàtiques (negociació amb els pobles africans amb els quals es comerciava), i de manteniment en bon estat dels edificis de la fortificació, l'església i la pròpia feitoria (especialment el magatzem). Per ajudar-lo tenia un Escrivão, un Capitão-Mor das Terras de ... (que era el delegat del Feitor a les poblacions africanes), un Língua de Estado (traductor dels missatgers africans) i un Patrão-Mor (per guiar els vaixells a entrar i sortir de port). Per sota seu, però gaudint d'autonomia en l'exercici de les seves funcions, hi havia el comandament militar, el comandament dels vaixells establerts a port, i els assumptes religiosos, que estaven a càrrec del Reverendo Vigário. L'església catòlica estava inserida en els quadres de l'administració, i els capellans rebien una remuneració (congrua) de l'estat.
El nou decret de creació de cambres municipals (1751), i les ordres donades l'any 1761 al nou governador general de Moçambic en el moment del seu nomenament, van suposar que a aquesta estructura existent s'hi afegís la del govern municipal, la principal funció del qual era l'administració de justícia, amb un Juíz Ordinario, três Vereadores, el Procurador do Conselho, el Escrivão i dos Almotacês (algüacils). El Juíz Ordinario era un jutge de primera instància per causes ordinàries i alguns casos criminals exceptuats els de les "resolucions reials" que establien el judici en presència del governador general. Li corresponien tanmateix les testamentaries i era també jutge d'orfes (per casos de certa quantia) i Chanceler da Câmara, (que autenticava les sentències de jutges i escrivans, i altres documents). El Vereador més antic controlava les despeses del conselho amb l'ajut del segon Vereador que estava encarregat també de la neteja i manteniment dels carrers i la ciutat; i el tercer Vereador es cuidava dels afers sanitaris i inspeccions dels vaixells per evitar epidèmies. El procurador do Conselho era l'encarregat de tota actuació en favor del poble i del territori; l'escrivà redactava les actes i escripturava els llibres de registres; una vegada al semestre o a l'any es nomenava un Escrivão Público
Judicial e Tabelião das Notas, un Alcaide pequeno amb un Escrivão, un Carcereiro (carcerer) i un Pregoeiro (pregoner).
Inicialment per les qüestions important el feitor havia de convocar l'adjunto (és a dir un òrgan format pel vigário, l'escrivà, l'oficial encarregat de la guarnició i el vareador de més edat) però amb el temps es va considerar adjunto a la reunió del governador amb els principals ciutadans, encara que no fossin membres del govern municipal.
Pel que fa a l'expansió en territori de Moçambic, l'any 1831 es va fundar una colònia agrícola a la badia de Fernão Veloso, actual Nacala, però només va durar dos anys.
L'any 1852, Bernardo de Sá Nogueira de Figueiredo, marqués de Sá da Bandeira, va intentar, des del restaurat Consell Ultramarí, aplicar algunes mesures per a millorar els ingressos de l'estat a la província de Moçambic: el 1853 va declarar l'obertura del comerç a tots els ports de la província, posant fi al monopoli comercial de l'estat, que era més teòric que real, però que tenia la finalitat de cobrar les taxes de duana; d'altra banda va establir un impost, la palhota, que gravava els habitacles estenent la recaptació dels comerciants a la població en general. La decisió però no va suposar un augment considerable de diners per l'estat, que no van augmentar substancialment fins després del 1895 quan es va obrir el ferrocarril al Transvaal.
L'any 1855 Sá da Bandeira en va impulsar una colònia agrícola a l'illa de Santa Carolina, que va durar set anys. L'any 1857 es va fer un altre intent a Tete, en la que els agricultors eren els soldats de la primera Companyia del Batalló emplaçat a Tete, però tampoc va funcionar i només va durar sis anys.
El segon tractat de Paz, Amizade i Comércio signat amb la República del Transvaal, l'any 1875, establí la construcció d'una línia fèrria entre la Badia Delagoa i Pretòria. La guerra, el canvi de traçat per evitar Swazilandia (que entremig havia esdevingut protectorat britànic), i una mala execució per un concessionari, van provocar que línia no s'obrís fins a l'1 de gener de 1995. Fou la inversió més gran que el govern portuguès havia fet fins llavors en les seves colònies.
El Congrés de Berlín (1885) va imposar als estats colonials l'ocupació efectiva dels territoris (article 35 de l'Acta General). Portugal controlava llavors només una petita part del territori formada per algunes posicions a la costa i una zona al riu Zambeze, encara que tenia alguns tractats de amizade e vassalagem amb reietons africans, alguns dels quals eren teòrics, destinats principalment a poder reivindicar davant les potències colonials rivals un volum de territori sota control molt més elevat del que realment tenien. Els reietons acceptaven un sou i la bandera portuguesa però aquests tractats van esdevenir obsolets per l'obligació imposada al Congrés. Aquest havia establert també el que es va anomenar "esfera d'influència" que era el territori reclamat, donant un cert temps per procedir a l'ocupació efectiva.
El 1886 un destacament de l'exèrcit portuguès va ocupar per sorpresa la badia de Tungue, territori de Zanzíbar, on va fundar la plaça militar de Palma. Portugal reclamava el territori fins al riu Rovuma, però també planejava la unió, per l'interior d'Àfrica, de Moçambic amb Angola, idea coneguda a Portugal com el Mapa Cor de Rosa, definida feia anys i iniciada el 1875 amb la fundació de la Sociedade de Geografia de Lisboa. Les expedicions d'Alexandre de Serpa Pinto i de Roberto Ivens i Hermenegildo Capelo, pretenien delimitar el que havia de ser el domini portuguès a l'Àfrica. Després de Berlín, Portugal va signar acords amb França el 1886, amb Alemanya el 1887 i amb l'Estat Lliure del Congo el 1891. El somni es va acabar definitivament el 1891 quan la Gran Bretanya va enviar un ultimàtum a Portugal exigint la seva retirada del riu Chire i es va formar el protectorat britànic de l'Àfrica Central (Nyasalàndia). Aquesta humiliació va donar lloc a l'anomenada generació del 95 amb António Ennes, Joaquim Mouzinho de Albuquerque, Eduardo da Costa, Alfredo Augusto Freire de Andrade i Ayres de Ornelas que criticaven la manera de governar les colònies i defensaven desplaçar-se a Àfrica i saber el que convenia sobre el terreny.
A Portugal hi havia un sector d'opinió que criticava l'esforç econòmic que els territoris ultramarins suposaven, sense que s'aconseguís treure cap profit a canvi. Durant els darrers 40 anys abans de la humiliació de 1891, l'estat portuguès havia afrontat les despeses colonials a base de crèdits i, com a conseqüència, en l'any 1890-91 gairebé el 45% dels seus ingressos
eren destinats a cobrir aquest deute. L'any 1892, finalment, l'estat portuguès va declarar-se en bancarrota. Portugal semblava abocat a la venda de les colònies però amb la fama de corruptes dels seus governs hi havia el temor a perdre les colònies i els diners (que serien malgastats pels governants). Fou llavors quan es van concedir drets d'administració a companyies privades (vegeu Companyia del Niassa, Companyia de Moçambic).
L'oficial de cavalleria Mouzinho de Albuquerque fou governador del districte de Lourenço Marques entre 1890 i 1892 i responsable de la captura del rei de Gaza, Gungunhana, l'any 1895, es va destacar en l'exigència de reformes administratives i també morals. El 1894 es van produir una sèrie de revoltes indígenes a la regió de Lourenço Marques el que va facilitar el nomenament d'António Ennes com a comissari reial, dotat de poder legislatiu, executiu i arbitral. La política pactista es va acabar només arribar a començaments de 1895 i el regne de Gaza va arribar a la seva fi amb la captura de Gungunhana a finals del mateix any (Mouzinho fou nomenat governador del nou districte militar de Gaza). A Ennes es deu el Regulamento do Trabalho Indígena. Però acabades les operacions militars es va suprimir la figura de comissari reial i el març de 1896, Mouzinho de Albuquerque va substituir Ennes al capdavant de la colònia, com a simple governador general de Moçambic. Només l'aixecament armat de Maguiguana, induna (lloctinent) de Gungunhana, poc després, va recuperar el comissariat el novembre però el 1897, liquidada la revolta, va tornar a ser abolit. Quan fou rebaixat de categoria Mouzinho va dimitir i el govern li va acceptar la renúncia. L'any 1896 van endegar-se noves colònies agrícoles a Manica, Gaza, Mossurize i Fernão Veloso, però no van tenir continuïtat.
El 1899 es va iniciar la segona guerra anglo-bòer que va durar fins al 1903. L'any 1901, la Societat de Geografia de Lisboa va decidir organitzar un Congrés Colonial on es debatessin les polítiques a seguir en els territoris d'ultramar. En aquest Congrés va destacar la proposta d'administració colonial proposada per Eduardo da Costa, membre de la generació del 95 i antic cap de l'estat major d'António Ennes. Havia estat governador del districte de Moçambic (1897) on va seguir la guerra contra els namarrais pels territoris davant l'illa de Moçambic i durant la seva administració va elaborar un regulamento para a administração dos territórios indigenas, que fou molt elogiat. La seva ponència al congrés fou considerada la més important i va tenir gran influencia en el pensament i l'administració colonial, sent la base per la futura reforma del 1907.
Ayres de Ornelas fou governador de Lourenço Marques fins al 1905 quan va deixar el càrrec per esdevenir Ministre de Marina i Ultramar i, des de llavors, va intentar una reforma descentralitzadora que facilités l'administració de les colònies africanes. Finalment, aquesta reforma es va aprovar el 23 de maig de 1907. Tanmateix, no va tenir gaire vigència, perquè Ayres de Ornelas va ser destituït l'abril de 1908 i la reforma va patir severes retallades però va romandre com a base de la legislació republicana.
La Reforma d'Ayres de Ornelas pot ser considerada el llegat més important del conjunt de la generació del 95, doncs, en gran manera, recull els principis descentralitzadors i les orientacions eminentment pràctiques que van caracteritzar als
membres d'aquesta generació. En el Regulamento das circumscroções civis dos distritos de Lourenço Marques e Inhambane, aprovat el primer de setembre de 1908 es va fer referència directa per primer cop a les autoritats gentilícies (caps locals nadius) com a agents que tenien una funció dins l'administració colonial, i es van descriure les seves atribucions, drets i deures.
La revolució republicana del 5 d'octubre de 1910 volia modernitzar el país i la seva economia i va assumir els tres principals principis establerts per la Reforma Administrativa de 1907: descentralització administrativa (concessió d'autonomia política i financera als territoris ultramarins), divisió de la població en dos estatuts jurídics segons el grau de civilització (indígenes i civilitzats), i administració directa (els funcionaris portuguesos assumien, a més a més de les funcions d'administració, la presidència dels tribunals de justícia per a indígenes). La constitució del 21 d'agost de 1911 reconeixia la descentralització, les lleis diferents per "civilitzats" i indígenes, i l'administració directa però atenuada pel reconeixement de l'autoritat gentilícia (caps locals nadius).
L'any 1914 es van aprovar una sèrie de lleis entre les quals un decret que regulava el treball indígena a ultramar (número 951), la Lei Orgânica da Administração Civil das Colónias (número 277) i la Lei Orgânica da Administração Financeira das Colónias (número 278). Aquestes lleis foren substituïdes després de la guerra per altres similars.
Es van produir revoltes com les del xeic de Sangage l'any 1912, la de Makombe al Barué l'any 1917 i la resistència dels macondes fins a 1919. Entre 1916 i 1917 es va haver de fer front als atacs alemanys que no es van rendir fins al 1918 i van tenir suport de caps locals. A les colònies portugueses va reaparèixer poc després (1921) la figura de l'alt comissari (antic comissari reial o comissário régio)
El 1924, el governador del districte de Tete, Aurélio Antunes da Silva Monteiro, va definir de manera nítida el marc de relacions entre l'administració de l'estat i les autoritats africanes sota la seva jurisdicció en el document Direitos e deveres das autoridades indígenas do distrito de Tete (que reconeixia la successió hereditaria dels caps locals anomenats inhacuacua).
El cop d'estat del maig de 1926 que va instaura el Estado Novo, va portar a João Belo, resident durant 30 anys a Moçambic, a assolir el Ministério das Colónias. Des del punt de vista polític, João Belo va representar la fi de la descentralització administrativa a colònies, i la reinstauració definitiva del centralisme administratiu i financer de Lisboa, En els escassos dos anys que van passar fins a la seva mort a començaments del 1928 Belo va promulgar importants paquets
legislatius, entre els quals hi havia l'Estatuto Civil e criminal dos Indígenas, i l'Estatuto Orgânico das Missões Católicas Portuguesas. Aquest últim anul·lava totes les missions laiques creades durant la república, i retornava a l'església el monopoli de la "civilització" dels africans. Belo va intentar dificultar l'emigració cap a les mines sud-africanes (decret del 21 de maig de 1927) alhora que s'establia la llibertat de treball dins de Moçambic, amb el Código do Trabalho dos Indígenas nas províncias portuguesas de África.
Amb la seva mort el 1828 les seves idees ja no es van posar en pràctica. El decret del 21 de maig de 1927 mai va arribar a ser executat per les pressions del capital miner sud-africà sobre les autoritats portugueses: els sud-africans amenaçaven de bloquejar totes les possibilitats d'obtenció de finançament britànic per Moçambic si s'aplicava el decret; la mort de João Belo va facilitar una sortida negociada entre la petita burgesia local portuguesa i la indústria minera sud-africana que es va traduir en la Convenção de 1928, que millorava les condicions obtingudes pels portuguesos en l'acord de l'any 1923. Al morir Belo va donar pas a António de Oliveira Salazar que va canviar d'actitud: l'any 1929 es va publicar un nou Estatuto Político Civil e Criminal dos Indígenas que substituïa el que João Belo havia preparat tres anys abans (1926). El Código de Trabalho de 1928 també fou rectificat per un conjunt de decrets que establien tres tipus de treball forçat. La gran obra legislativa de Salazar fou l'Acto Colonial de juliol de 1930.
El nou ordenament territorial i administratiu instaurat per l'Estado Novo, va iniciar-se amb la proclamació de l'Império Colonial Português de l'Acto Colonial (Decreto-Lei número 18.570 de 8 de juliol de 1930) i va tancar-se amb la Carta Orgânica do Império Colonial i la Reforma Administrativa Ultramarina o RAU (ambdues incloses en el Decreto-Lei
número 23.228 del 15 de novembre de 1933). La RAU dividia el país en tres províncies: Sul do Save, Zambézia i Niassa (els territoris de Manica i Sofala estaven encara sota l'administració de la Companhia de Moçambique; l'any 1942, quan van tornar a l'estat, es va crear la nova província de Manica i Sofala; l'any 1955, la província de Niassa va ser dividida en els tres tres districtes que la formaven: Moçambique, Cabo Delgado i Niassa. Els districtes, per la seva banda, estaven dividits en concelhos, centrats en nuclis urbans, i circunscrições civis, eminentment rurals. La nova situació es caracteritzava pel centralisme que va reduir el marge d'autonomia dels colons portuguesos de Moçambic i també el seu marge de beneficis, i preparava el camí a nivell local per consolidar la figura clau de la nova administració, el régulo.
El régulo era un funcionari portuguès i al mateix temps el representant dels usos i costums africans, i era el responsable sobre la unitat territorial més petita prevista per l'administració, la regedoria; així era un auxiliar de l'administració que legitimava el govern colonial. Gaudia d'una influència política i d'uns privilegis econòmics que no tenien la majoria d'africans assimilats. Era l'interlocutor amb la població, encara que en aquest cas les seves funcions s'assemblaven més a les d'un capatàs de plantació. Quan els caps locals rebutjaven el càrrec, els portuguesos nomenaven un régulo addicte que no tenia el respecte de la població. Algunes disposicions dels anys quaranta volien imposar la plena ocupació en la població africana i de vegades els régulos van ser els encarregats d'establir quina era l'àrea de terra que calia conrear perquè un camperol es pogués considerar en plena ocupació, Per a ajudar els régulos en la seva complicada funció, l'any 1944 es va aprovar una Portaria Provincial (número 5639 del 29 de juliol) que establia les insígnies que podien portar i els incentius que podien rebre segons el seu grau d'implicació. Paral·lelament, també es van emprendre les disposicions legals per a compilar el dret tradicional que havia de reforçar la seva posició dins la regedoria.
La regió d'Inhambane s'havia caracteritzat en els primers trenta anys del segle per dos corrents migratoris diferents: l'emigració africana cap a les mines del Transvaal i l'emigració portuguesa o per produir begudes alcohòliques que els indígenes compraven amb els diners guanyats a les mines. l'Acto Colonial va suposar l'inici d'una política de fermesa contra la producció de begudes alcohòliques (pel treball dels nadius calia reduir el nivell d'alcoholisme) i la prohibició de les begudes locals (la sura i el sope principalment) per afavorir la importació de vi de la metròpoli. En aquests anys els portuguesos van acaparar les terres indígenes però no van apujar la producció. Els acords d'11 de setembre de 1928 i de 17 de novembre de 1934 entre Portugal i la Unió Sud-africana, establia que els emigrats moçambiquesos a l'Àfrica del sud cobrarien la meitat dels seus salaris en retornar al país. Contra aquesta situació es va revoltar ve3rs el 1940 el cap local (inhamussa) Malandera; la revolta fou sufocada i un indígena de nom Manuel nomenat al seu lloc
L'any 1946 les mesures que imposaven el treball forçat van ser reforçades per mesures que reduïen la mobilitat dels camperols, amb un registre sistemàtic de la població rural: anomenat caderneta que servia tant per controlar el pagament de l'impost, com per a restringir els fluxos migratoris del camp a les ciutats.
La figura del régulo va tenir exemples de força influència que va durar fins que es va iniciar la lluita armada. Un exemple fou el del régulo dels ekoni a Cabo Delgado: A mesura que avança el segle xix el tràfic comercial entre l'interior de la regió mêtto (Montepuez, Balama i Namuno) i la desembocadura del riu Lúrio va anar en augment, tant de productes agrícoles com d'esclaus; això va afavorir l'expansió d'un poder local interior, els ekony, governats per un nihimo, cap a la costa i el seu assentament a la regió de Chiúre. A partir de fonts orals un humu (cap de llinatge) ekony de nom Nikorokosho, governava com a nihimo a finals del segle xix. Vers el començament del segle XX el va succeir N'khaya, que va viure durant el temps de la conquesta i administració del territori per la Companhia de Niassa. N'khaya va morir entorn del 1940 i el va succeir el seu nebot Abdul Kamal. La zona de Chiúre formava part el 1929, quan es va acabar l'administració de la companyia, de la Circumscrição civil de Lúrio, amb capital a Mecufi i amb tres postos administrativos: Lúrio, Chiúre i Ocua. Amb la Reforma Administrativa Ultramarina de 1933 s'havia introduït el régulo com a auxiliar del chefe de posto administrativo. La regedoria o regulado era el territori en el qual s'agrupaven totes les persones dependents d'un régulo. N'khaya, era un dels régulos del posto administrativo de Chiúre, i aprofità aquesta circumstància per enriquir-se, amb el contraban cap al districte de Moçambic. El seu successor fou triat, segons el costum, entre tots els seus nebots uterins. Abdul Kamal parlava portuguès que havia après en una temporada que va treballar a Illa d'Ibo, on s'havia relacionat amb Gabriel Teixeira, que més tard fou capità-comandant del port de Pemba (1948-1955); després havia estudiat l'alcorà sota Abdul Magid, que junt amb el que havia estat el seu mestre, Abdala Talaussini, era una de les personalitats musulmanes principals de la zona. Kamal volia combinar les seves relacions amb musulmans i portugueses i cap de llinatge (humu) a Chiúre, per recollir adhesions personals, comercials i de les autoritats colonials. Com a cap local fou nomenat régulo i aprofitant aquest càrrec va estendre la seva propietat i producció amb treball forçat de gent que no podia pagar l'impost; el 1951 havia aconseguit llicència per tenir dues tendes i el 1955 els beneficis li permetien tenir un camió amb el qual es va dedicar al negoci del transport de mercaderies de l'interior cap a la costa, i a l'inrevés; la seva facilitat per recollir l'impost el feien estar ben considerat pels portuguesos; el 1960 ja tenia una casa d'obra amb molí de vent i pou d'aigua. El prestigi adquirit però se li va girar en contra quan va començar la lluita del Frelimo el 1964 i va acabar morint assassinat a la presó de l'illa d'Ibo l'any 1966.
L'Acto Colonial de 1930 fou abrogat per la constitució de 1951 que convertia a Moçambic en Província portuguesa d'ultramar, i substituïda per la Lei Orgânica de Ultramar dos anys més tard (1953). D'altra banda, l'any 1954 s'aprovava l'Estatuto dos Indígenas Portugeses. Aquest estatut mantenia als régulos de manera transitòria ("As instituições de natureza política tradicional dos indigenas são transitoriamente mantidas e conjugam-se com as instituições administrativas do Estado Português pela forma declarada na lei").
El 1951 es va començar a posar en pràctica al districte de Gaza una concentració de la població rural destinada a reproduir-se en altres districtes. Les anomenades concentrações i aldeamentos volien multiplicar les explotacions agrícoles. El 1956 el govern portuguès va començar a finançar la Missão de Estudos das Minorias Étnicas do Ultramar
Português. Jorge Dias, l'acadèmic encarregat d'aquesta iniciativa de recerca etnològica, tenia la funció d'avaluar el grau d'insatisfacció existent entre la comunitat maconde, al districte de Cabo Delgado, i va posar en relleu que contra la creença general de les autoritats, els indígenes odiaven als portuguesos.
Les reformes del 6 de setembre de 1961 igualaven a tots els habitants a un mateix estatut jurídic (Decreto lei número 43.893) i, de l'altra, reconsiderava novament el paper de l'autoritat tradicional que, en el nou escenari que s'obria, seria dotat d'atribucions militars (Decreto lei número 43.896).

## Governants
Llista de governants colonials portuguesos a Worldstatesmen